# Тара (приток Клязьмы)

Тара — река в России, протекает в Вязниковском районе Владимирской области. Устье реки находится в 110,7 км по правому берегу реки Клязьма. Длина реки составляет 55 км, площадь бассейна — 756 км².
Река начинается в лесу около деревни Высоково в 14 км к юго-западу от посёлка Мстёра. Течёт на северо-запад, затем поворачивает на восток, протекает деревни Юрышки, Осинки, Охлопково, Шустово, Черноморье; ниже течёт по южной окраине посёлка Мстёра. Впадает в Клязьму ниже посёлка Мстёра, ширина реки в устье — 7 м, устье находится рядом с устьем Мстёрки.

## Данные водного реестра
По данным государственного водного реестра России, относится к Окскому бассейновому округу, водохозяйственный участок реки — Клязьма от города Коврова и до устья, без реки Уводь, речной подбассейн реки — бассейны притоков Оки от Мокши до впадения в Волгу. Речной бассейн реки — Ока.
По данным геоинформационной системы водохозяйственного районирования территории РФ, подготовленной Федеральным агентством водных ресурсов:
- Код водного объекта в государственном водном реестре — 09010301112110000033525
- Код по гидрологической изученности (ГИ) — 110003352
- Код бассейна — 09.01.03.011
- Номер тома по ГИ — 10
- Выпуск по ГИ — 0